# Allan Rosas

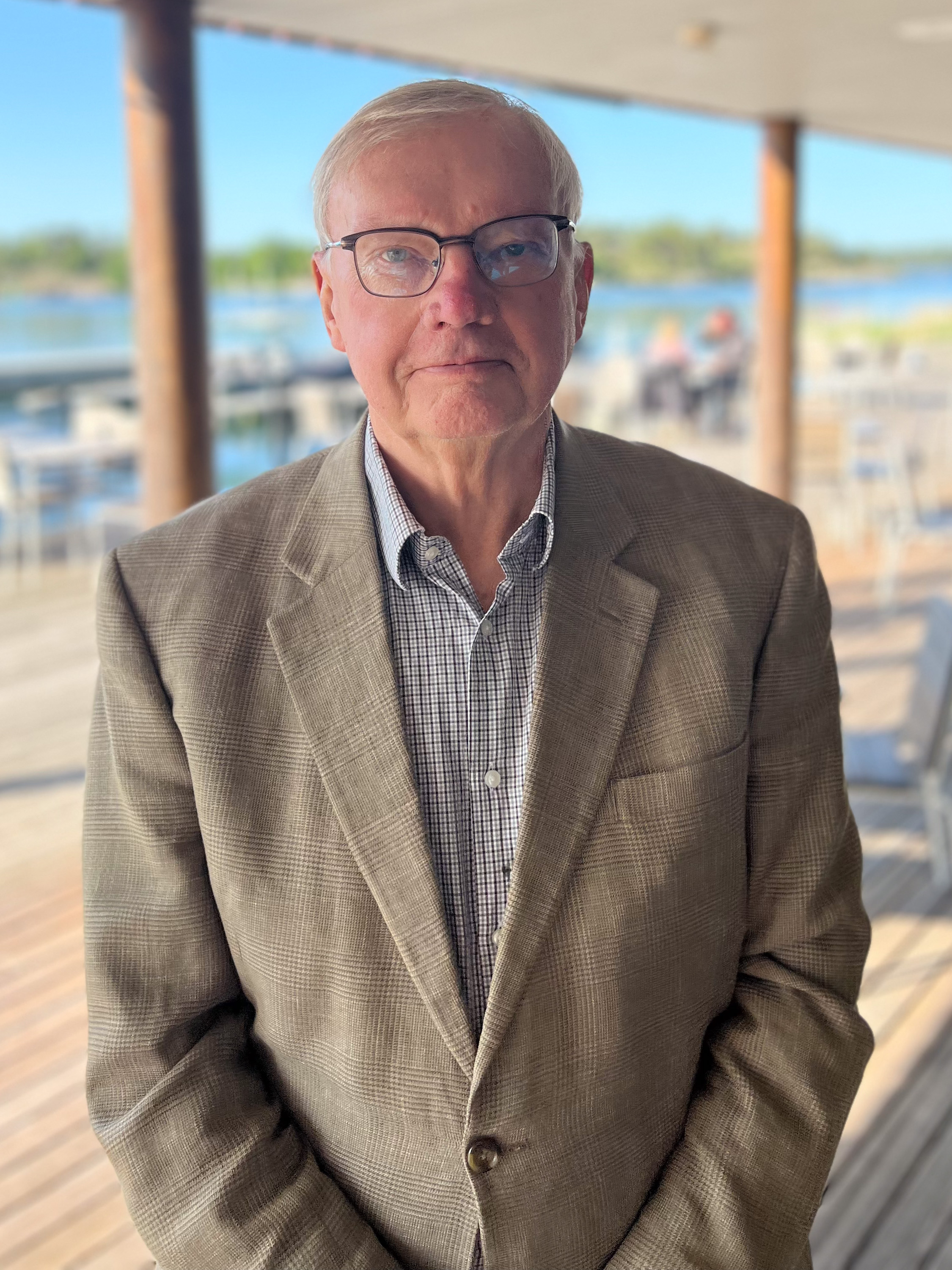
Allan Rosas 2025

Allan Viktor Johnsson Rosas (* 6. Mai 1948 in Turku) ist ein finnischer Jurist und ehemaliger Richter am Europäischen Gerichtshof.

## Leben und Wirken
Rosas studierte Rechtswissenschaften an der Universität Turku, wo er 1971 sein Studium beendete. 1977 wurde er von der Universität Turku zum Dr. iur. promoviert. Anschließend war er bis 1981 dort als Dozent tätig. Ab 1981 hatte er den ordentlichen Armfelt-Lehrstuhl für Staats- und Völkerrecht an der Universität Turku inne und war ab 1985 auch Direktor des dortigen Instituts für Menschenrechte. Außerdem war er 1994/95 Vizepräsident der Universität Turku. 1995 wechselte er zur Europäischen Kommission, wo er juristischer Hauptberater in deren Juristischen Dienst wurde und zuständig für Außenbeziehungen war. Im März 2001 wurde er stellvertretender Generaldirektor des Juristischen Dienstes der Europäischen Kommission. Außerdem diente er in zahlreichen internationalen Konferenzen als Vertreter der finnischen Regierung und als Experte für finnisches Recht.
Am 17. Januar 2002 wurde Rosas Richter am Europäischen Gerichtshof. Seit Oktober 2003 war er dort Präsident der dritten Kammer. Am 7. Oktober 2019 schied er aus seinem Amt aus.
Außerdem wurde Rosas von den Universitäten Turku und Neuchâtel der Doktor der Rechte und von der Åbo Akademi der Doktor der Politikwissenschaften ehrenhalber verliehen. Zudem publizierte er umfangreich auf dem Gebiet des internationalen öffentlichen Rechts, dem der Menschenrechte und der Recht der Europäischen Union. Er ist einer der Hauptautoren der Erklärung von Turku über humanitäre Mindeststandards.